# 于吕夫
于吕夫（法語：Uruffe，法語發音：[yʁyf]）是法国默尔特-摩泽尔省的一个市镇，位于该省西南部，属于图勒区。

## 地理
于吕夫（48°34'9"N, 5°44'38"E）面积13.05 平方千米，位于法国大東部大區默尔特-摩泽尔省，该省份为法国东北部内陆省份，是洛林的一部分，北邻比利时、卢森堡，北起顺时针与摩泽尔省、下莱茵省、孚日省和默兹省接壤。
与于吕夫接壤的市镇（或旧市镇、城区）包括：日博梅、瓦讷勒沙泰勒、尚普尼、帕尼拉布朗什科特、塞普维尼。

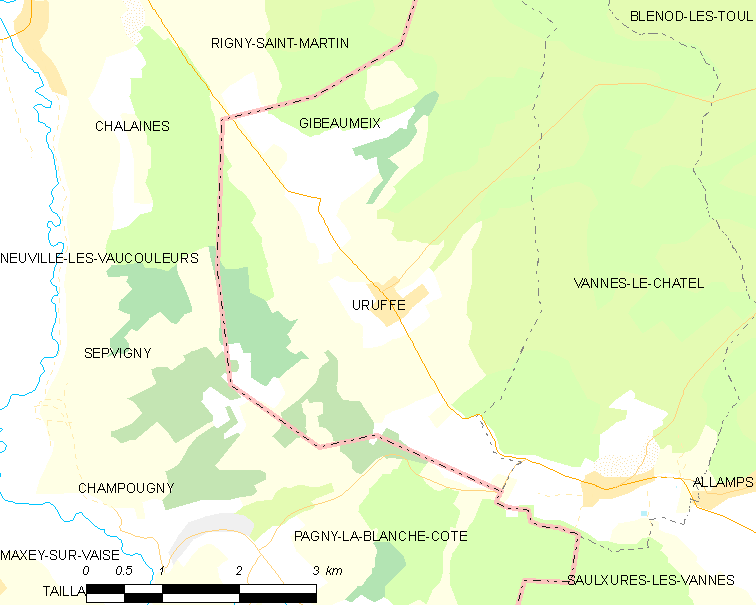
于吕夫的OSM定位图

于吕夫的时区为UTC+01:00、UTC+02:00（夏令时）。

## 行政
于吕夫的邮政编码为54112，INSEE市镇编码为54538。

## 政治
于吕夫所属的省级选区为梅讷欧桑图瓦县。

## 人口

1962-2008年间于吕夫人口变化图示

于吕夫于2022年1月1日时的人口数量为367人。